# The Resolution
The Resolution es el segundo álbum de estudio del cantautor y actor canadiense Drew Seeley, lanzado el 5 de abril de 2011.

## Producción
Seeley empezó a trabajar en su álbum en el 2010, coescribiendo y produciendo con Justin Gray.

### Promoción
Desde noviembre de 2010 hasta febrero de 2011 se lanzaron 3 extended plays para promocionar el lanzamiento del álbum, cada uno con 4 canciones que están incluidas en el álbum.

## Canciones
| [ 1 ] |                                      |                                                                    |          |  |
| N.º   | Título                               | Escritor(es)                                                       | Duración |  |
| 1.    | «Talk Back»                          | Drew Seeley, Chad Royce, Scott Mann                                | 3:33     |  |
| 2.    | «Into The Fire»                      | Drew Seeley, Justin Gray                                           | 3:28     |  |
| 3.    | «Love Down Low»                      | Drew Seeley, Brandon Slavinski, Mike Daly                          | 3:17     |  |
| 4.    | «Why Can't You Say That You're Mine» | Drew Seeley, Justin Gray                                           | 4:20     |  |
| 5.    | «Goin' Under»                        | Drew Seeley, Brandon Slavinski, Robbie Nevil                       | 3:54     |  |
| 6.    | «Let It Go!»                         | Drew Seeley, Justin Gray                                           | 5:20     |  |
| 7.    | «Lazy Daze»                          | Drew Seeley, Ari Levine, Steve McMorran                            | 4:12     |  |
| 8.    | «Beautiful»                          | Drew Seeley, Sam Lobue                                             | 5:49     |  |
| 9.    | «Damn Right I've Changed»            | Drew Seeley, Brandon Slavinski, Marc Nelkin, Damon Sharpe          | 4:01     |  |
| 10.   | «How A Heart Breaks»                 | Drew Seeley, Justin Gray                                           | 4:15     |  |
| 11.   | «Shoulda»                            | Drew Seeley, Ray Cham                                              | 3:53     |  |
| 12.   | «Acceptance Speech»                  | Drew Seeley, Rick Dixon, Lance W. Moody                            | 3:57     |  |
| 13.   | «2nd Impression»                     | Drew Seeley, Craig Heilman, Jake Steven Johnson, Bret Hadley Mazur | 3:46     |  |
| 53:46 |                                      |                                                                    |          |  |